# Harpoon
Harpoon is een Amerikaanse antischeepsraket om oppervlakteschepen aan te vallen. De Harpoon is vervolgens verder ontwikkeld tot kruisraket om ook landdoelen aan te vallen.

## Geschiedenis
De Harpoon is tussen 1965 en 1977 ontwikkeld door McDonnell Douglas, heeft talloze upgrades ondergaan en gaat momenteel door het leven als Block 1C-upgrade. De ontwikkeling kostte zo'n 320,7 miljoen dollar.
De raket wordt gebruikt door de Amerikaanse marine en luchtmacht en deze van Australië, België, Brazilië, Canada, Chili, Denemarken, Duitsland, Egypte, Griekenland, India, Indonesië, Iran, Israël, Japan, Maleisië, Mexico, Marocco, Nederland, Pakistan, Polen, Portugal, Qatar, Saoedi-Arabië, Singapore, Spanje, Taiwan, Thailand, Turkije, de Verenigde Arabische Emiraten, het Verenigd Koninkrijk en Zuid-Korea. Oorspronkelijk zou de raket slechts gebruikt worden tot 2015, maar tot nog toe zijn er geen plannen om een nieuwe raket te ontwikkelen. Denemarken gaf Harpoon-raketten aan Oekraïne naar aanleiding van de Russische invasie van Oekraïne in 2022.

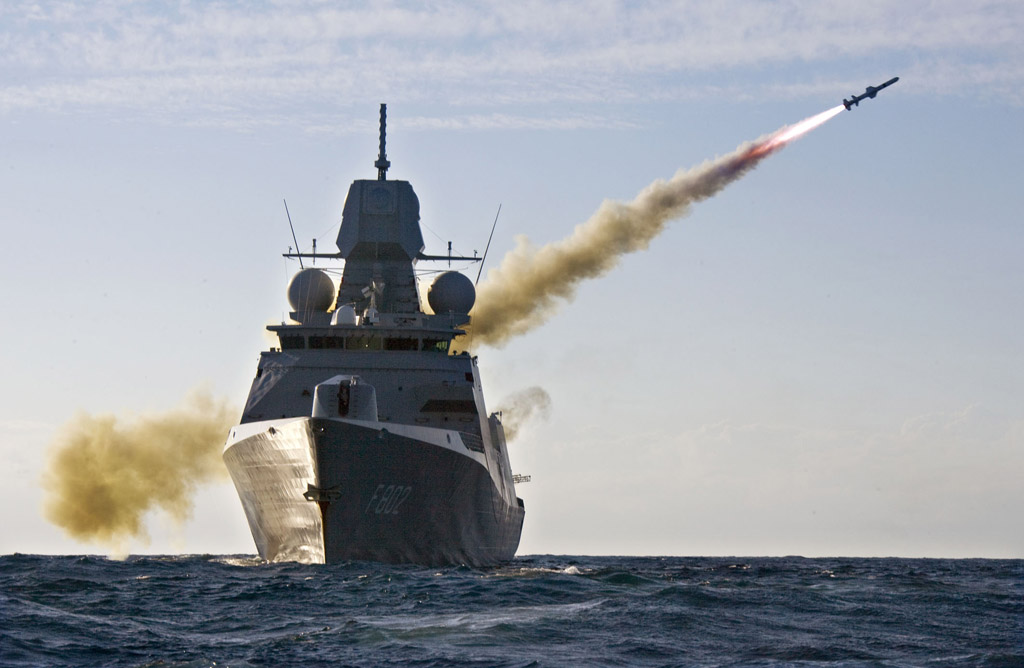
Zr.Ms. De Zeven Provinciën lanceert een Harpoon.

### Nederland
De Koninklijke Marine heeft de Harpoon-raket in gebruik sinds 1976. Alle fregatten zijn hiermee uitgerust. Plannen om Orion-vliegtuigen en onderzeeboten er ook mee uit te rusten zijn nooit uitgevoerd, alhoewel er wel berichten zijn dat er Harpoon-raketten lagen opgeslagen op vliegbasis Valkenburg. In de Defensienota 2018 gaf de minister aan dat er een vervanger voor de Harpoon-antischeepsraket verworven zou worden. In afwachting van de A-brief was nog niet duidelijk welke opties overwogen werden en deel uitmaakten van de besluitvorming.

## Kenmerken
De Harpoon is een fire and forget-wapen: zodra de raket ingesteld is wordt deze afgevuurd en vliegt naar het ingestelde doelgebied. Daar aangekomen schakelt het zijn radar in en valt aan zonder enige tussenkomst van het vuurplatform. Dit geeft de mogelijkheid om kort na elkaar meerdere aanvallen te lanceren zonder dat de raketten gevolgd en gecorrigeerd hoeven te worden.
De wapenkop bestaat uit een looddragende staalstructuur die 221 kilogram hoogexplosief DESTEX bevat. De kop bevat een contactontsteker die voorkomt dat de raket voor de lancering explodeert.
De raket wordt voortgestuwd door een straalmotor, die werkt met JP-10-raketbrandstof. De besturing wordt verzorgd door vier elektromechanische actuatoren die vier stuurvinnen aansturen. De versies die niet vanuit een vliegtuig worden gelanceerd worden eerst op snelheid gebracht met een vastebrandstof hulpraket. De versie voor onderzeeërs wordt eerst in een capsule naar de oppervlakte gebracht vanuit een torpedobuis.

## Varianten
De neussectie van de Harpoon (springlading en geleidingssysteem) wordt ook gebruikt voor een variant van de Tomahawk-kruisraket. Zo ontstond een antischipwapen met een bereik van ongeveer 450 kilometer.
In 2011 werd de verbeterde Harpoon Block 2 geïntroduceerd. Deze kan als extra taak, naast de taken die de Harpoon Block 1 kan uitvoeren, landdoelen aanvallen. Deze versie werd door een zestal landen aangeschaft.